# 분당고등학교
분당고등학교(盆唐高等學校)는 대한민국 경기도 성남시 분당구 수내동에 위치한 공립 고등학교이다.

## 학교 연혁
- 1992년 1월 5일 : 분당고등학교 설립인가 (24학급)
- 1992년 3월 1일 : 초대 이중섭 교장 취임
- 1992년 6월 17일 : 학교 교사 준공
- 1992년 10월 12일 : 개교(전입생 4명)
- 1995년 2월 14일 : 제1회 졸업식 (388명)
- 1998년 1월 31일 : 예지관 및 강당 준공
- 2002년 4월 30일 : 본관 및 예지관 증축
- 2022년 9월 1일 : 제11대 김정옥 교장 취임
- 2024년 1월 4일 : 제30회 졸업식 (248명, 총 12.886명)
- 2024년 3월 4일 : 입학식 (신입생 인원 275명)

## 참고 자료
- 분당고등학교 - 한국교육학술정보원 학교알리미